# Сиротство в России

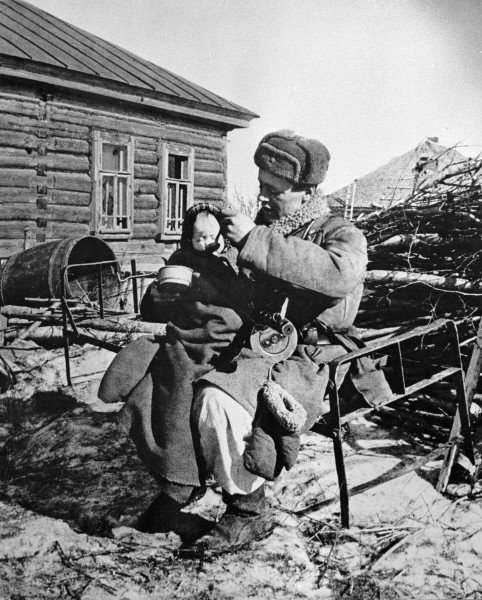
Советский солдат кормит ребёнка, у которого убили мать. 1 октября 1943 года

Сиро́тство в Росси́и — социальное явление российского общества, характеризующееся наличием детей, временно или постоянно лишённых семейного окружения. Причинами сиротства могут послужить смерть двух или единственного родителей, отказ от ребёнка, лишение родительских прав вследствие отсутствия заботы о ребёнке с их стороны.
Согласно данным 2018 года, в Федеральном банке данных (ФБД) в России было зарегистрировано 47,8 тысяч людей. Численность детей-сирот и детей, оставшихся без попечения родителей, в возрасте до 18 лет (с учетом устроенных в семьи) по состоянию на 2018 год составляло 481 284 ребëнка.

## История

### Ранний период

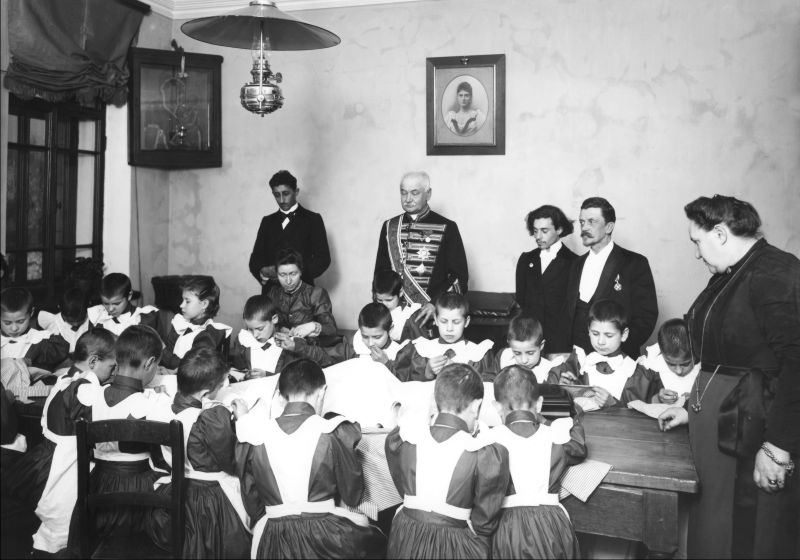
Детский приют трудолюбия святой Ольги в Санкт-Петербурге, 1899 год

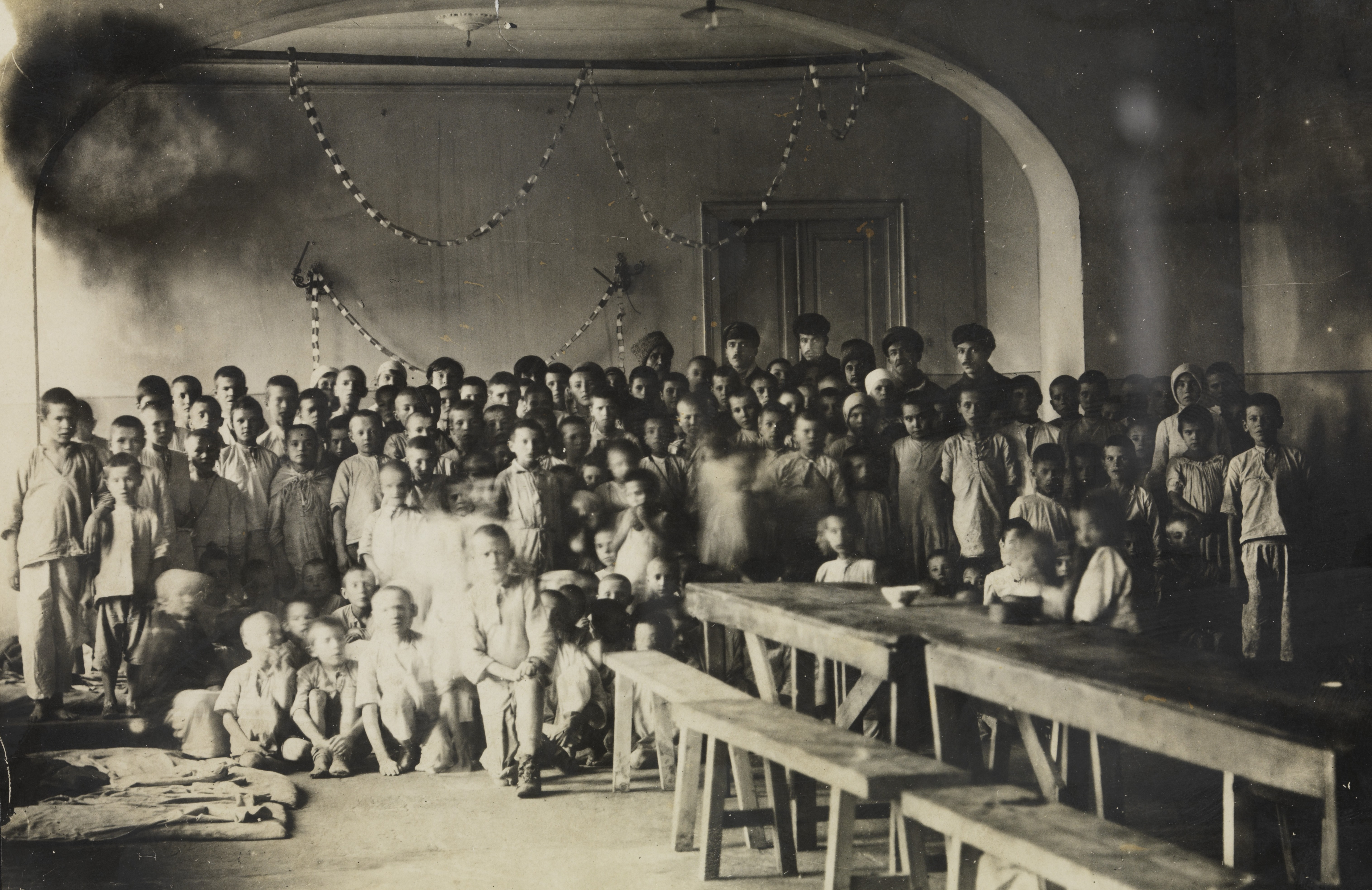
Детский приют, до 1921 года

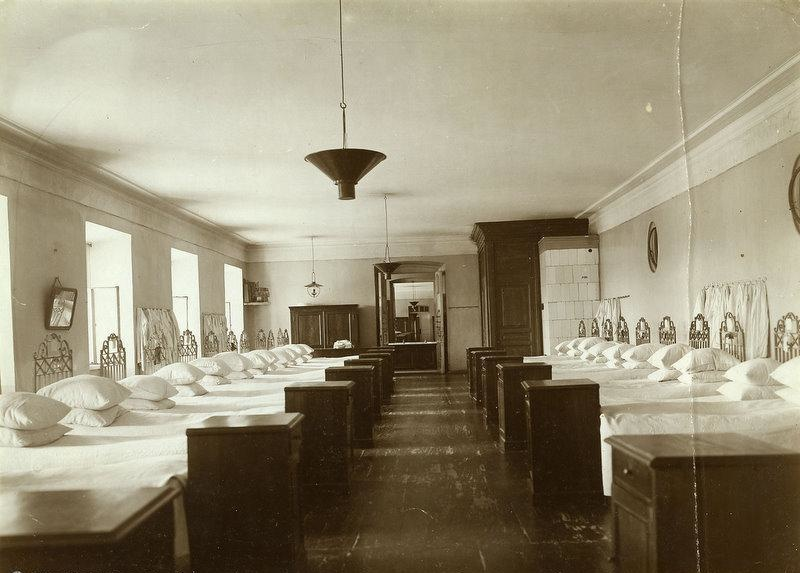
Спальня воспитательного дома, 1900—1910

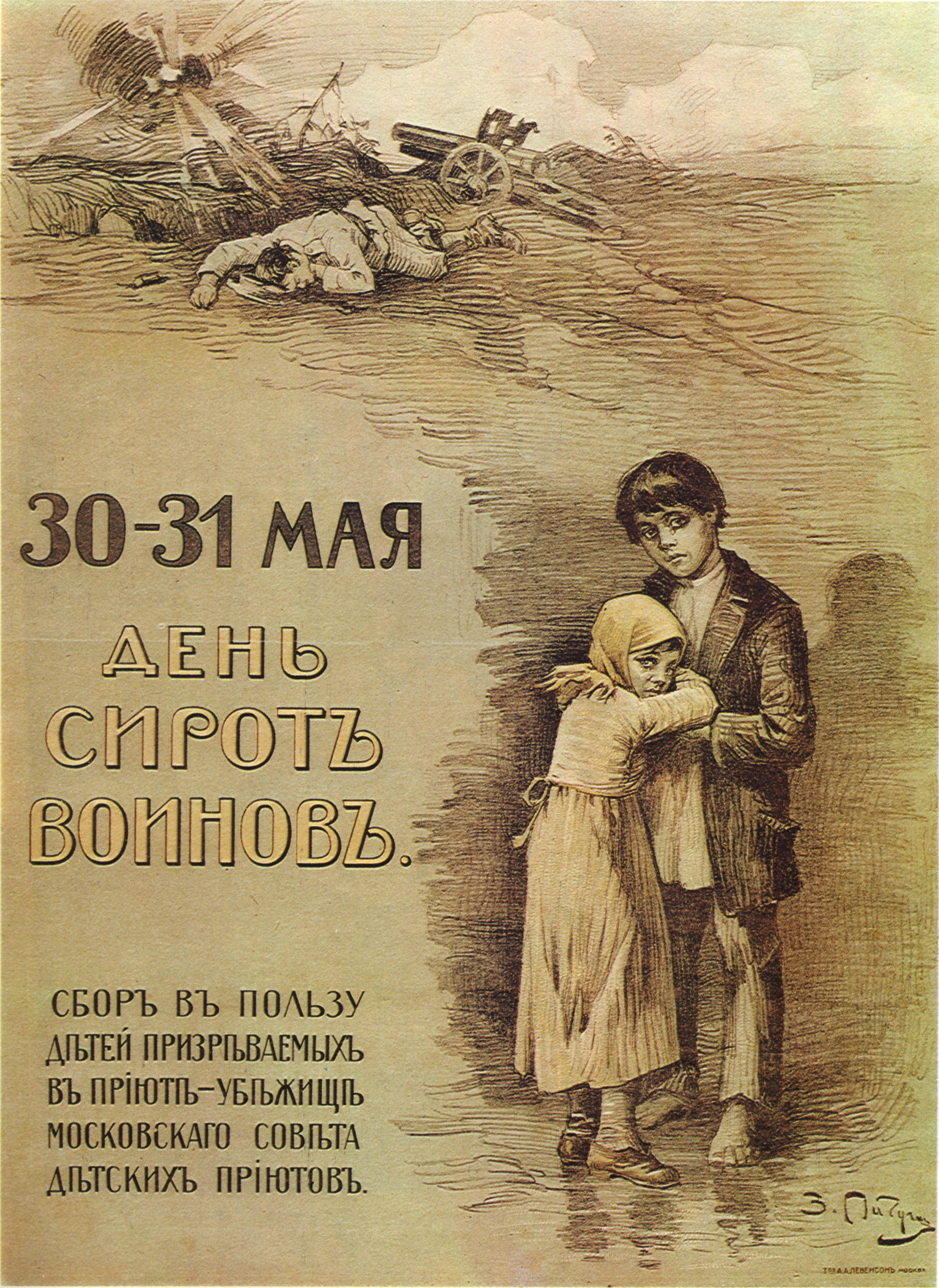
Плакат времён Первой мировой войны

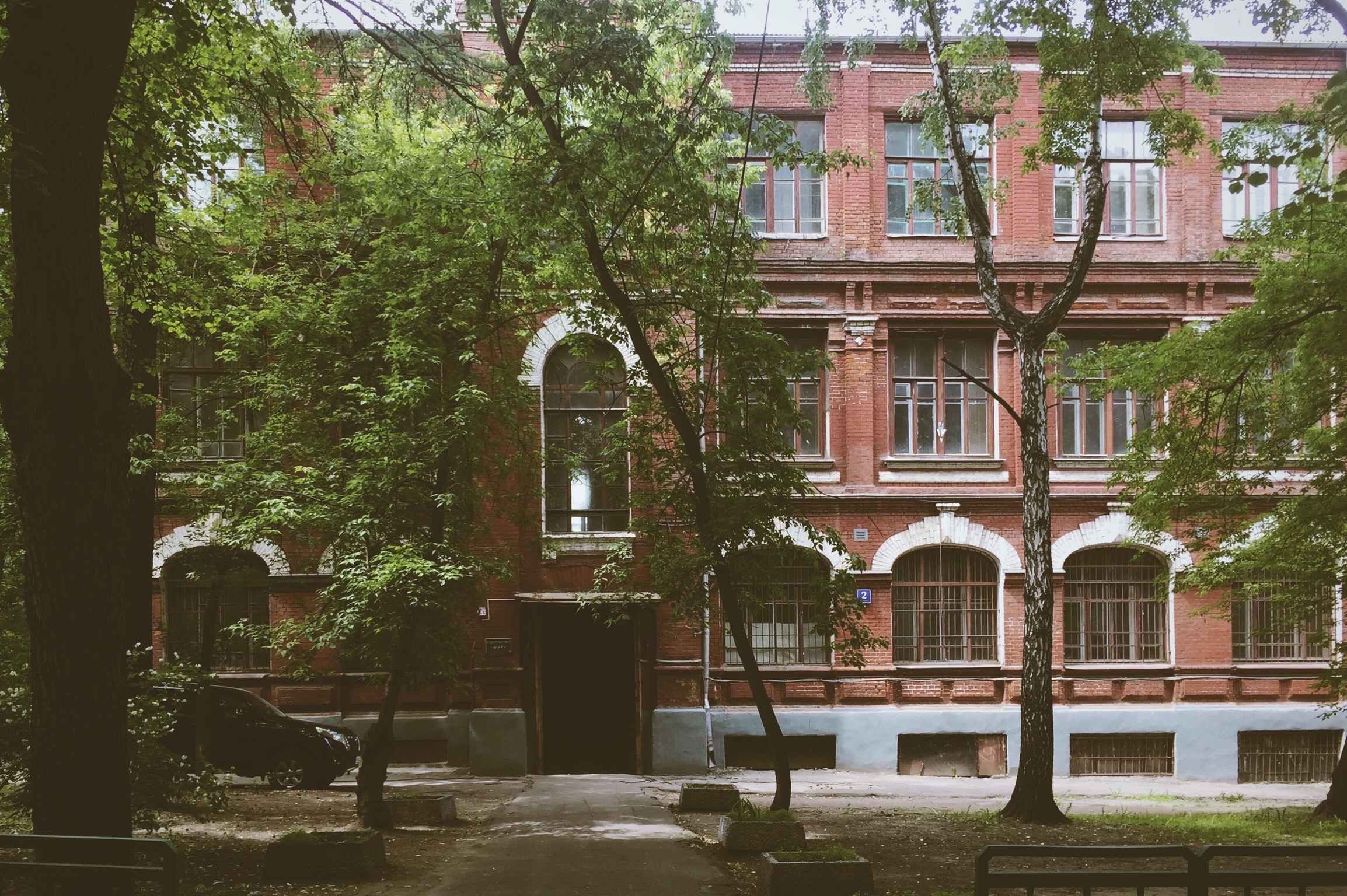
Один из корпусов Бахрушинского сиротского приюта, 2015 год

В Древней Руси существовало два основных вида помощи детям, оставшимся без родителей. Чаще всего их принимали в семью пожилые члены родовой общины для помощи по хозяйству. Принятый в семью ребёнок должен был помогать по дому и чтить новых родителей. Подобная практика получила название «приймачество» или усыновление. Существовал также общинный вид помощи, когда ребёнок переходил из одного дома к другому на кормление. Такие дети носили название «годованцы» или «выхованцы».
Зарождение социальной помощи или призрения детей на Руси продолжило развиваться с принятием христианства в 988 году и развитием родоплеменных отношений. Первый изданный свод законов Ярослава Мудрого «Русская Правда» содержал упоминания об осиротевших детях. В то время их опекуном мог быть назначен как ближайший родственник, так и посторонний человек. В таком случае опекуну передавалось в пользование движимое и недвижимое имущество осиротевшего ребёнка.
До XII века благотворительность по отношению к детям-сиротам во многом зависела от личности правящих князей, однако уже с середины века начинают развиваться монастырско-церковные формы призрения. Так, великий князь Владимир Мономах издал указ, согласно которому многие монастыри и крупные храмы организовали приюты или богадельни для воспитания оставшихся без родителей детей.
Также в XII—XIII веках в обществе возрастает чувство ответственности за сирот. В это время при скудельницах — общих могилах для людей, странников, нищих, инородцев и умерших от эпидемии, — стали образовываться «убогие дома» или жильё для людей, оставшихся без крова. Тогда детей, оставшихся без родителей, кормила община. В этот период сложились такие пословицы, как «с миру по нитке, а бедному сироте сорочка», «живой не без места, а мёртвый — не без могилы».
До XVII века институт опеки в Российском законодательстве практически не регулировался законодательно. Согласно исследователям, в большинстве случаев при смерти отца опека оформлялась на ближайших родственников до совершеннолетия ребёнка, которое наступало в 15 лет. Опека контролировалась приходскими священниками. В 1682 году Фёдор Алексеевич приказал построить «дворы призрения», где нищенствующие дети обучались наукам и ремёслам. Мальчики должны были работать на мастеров, а девочки обучаться при монастырях. Смерть царя не позволила полностью воплотить проект в жизнь, однако законопроект лёг в основу системы призрения сирот следующего века.

### Императорский период
Активное развитие институт опекунства получил в начале XVIII века при правлении Петра I. Император создал систему, при которой проблема детского сиротства стала объектом попечения государства. В 1706 году открылись первые приюты для «зазорных младенцев», куда родители анонимно могли отнести нежелательных детей. Также Пётр I издал указ об основании воспитательных домов, первый был организован в 1706 году возле Новгорода в Хамово-Успенском монастыре. В домах при монастырях девочек обучали грамоте и ремеслу — шитью, прядению, плетению кружев. Мальчики содержались при монастырях до достижения семи лет, а затем их отправляли в школы арифметики, геометрии и изучения грамоты.
В 1715 году Пётр I учредил в крупных городах госпитали для брошенных детей, которые содержались как за счёт доходов от монастырей или городской казны, так и на частные пожертвования. Одновременно с этим были созданы специальные магистраты, следившие за назначением сиротам опекунов, а также контролировавшие их дальнейшую жизнь. Помимо этого, возраст совершеннолетия был изменён с 15 до 18 лет. В то время мужской опекун по-прежнему назначался даже при живой матери.
После смерти Петра большую роль в спонсировании сиротских учреждений стал играть Российский Императорский двор. Так, в 1763 и 1772 годах Екатерина II открыла в Москве Императорские воспитательные дома зазорных младенцев. В 1775 году вышел закон «Учреждения для управления Губерний Всероссийския империи», согласно которому в обязанности опекуна входил контроль за хозяйственной деятельностью недвижимого имущества ребёнка и его воспитанием. Опекун получал вознаграждение в размере 5 % в год от доходов воспитанника.
В 1785 году вышло постановление, что до 14 лет ребёнок числился под опекой, а с 14 до 21 над ним формировалось форма попечительства, которое ограничивало права ребёнка в продаже или закладывании имущества. С правления Павла I до 1917 года институт опеки существовал без особых изменений и был в ведении «Юстицкого гражданского дела департамента городского правления».
Жена Павла Мария Фёдоровна активно занималась благотворительной деятельностью по отношению к детям-сиротам, в годы её жизни выделялось большое финансирование на строительство и содержание воспитательных домов. В это же время сформировалась сеть благотворительных учреждений и заведений, призрение распространялось и на детей с физическими недостатками — появлялись приюты для глухонемых и слепых детей. Николай I продолжил деятельность императрицы и учредил сиротские институты. Из-за войны с Польшой и холерной эпидемии 1830—1831 годов многие дети остались без родителей, в это время при воспитательных домах открывались сиротские отделения, где детей обучали латинскому и французскому языкам.
Несмотря на развитие благотворительных институтов, в воспитательные дома, где происходило обучение языкам, детей принимали только из обеспеченных семей. Поэтому многие бедные родители начали подбрасывать детей к дверям воспитательных домов в надежде, что их примут и они получат хорошее образование. Подкинутых детей стало очень много, и в 1837 году Николай I выпустил постановление об упразднении французских и латинских классов. Вместо этого воспитательные дома начали готовить офицерские кадры для военной и гражданской службы.
К конце XIX века система государственного призрения детей в России состояла из разветвлённой сети благотворительных обществ. В 1902 году действовало 11 400 благотворительных учреждений и 19 108 попечительских советов. К 1917 году на территории России насчитывалось 538 приютов, на воспитании в которых находилось 29 650 детей.

### Советский период

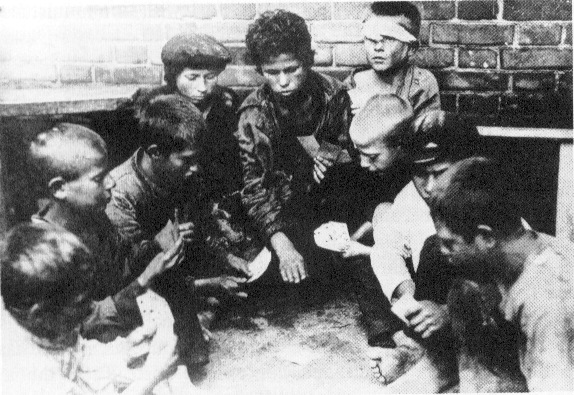
Беспризорные дети во время Гражданской войны, 1920-е

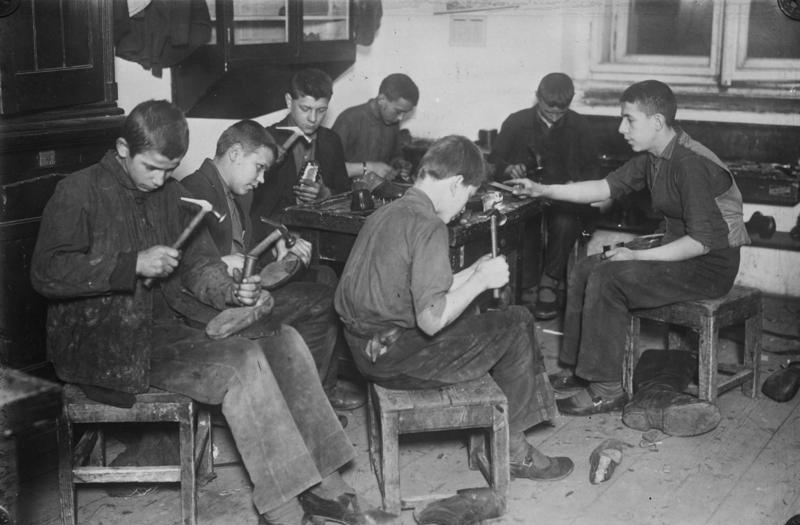
Детский дом в СССР, 1931

Концепция социального сиротства возникла в начале XX века, когда из-за революций, войны и общего падения нравственности появилось большое количество беспризорников. В это время государство начало также брать ответственность за воспитание детей живых родителей, которые по тем или иным причинам не оказывали должного призрения над ними.
После революции 1917 года главной формой устройства сирот стали государственные детские дома, поскольку система благотворительных учреждений была осуждена большевиками как пережиток. В 1917-м было создано Министерство социальной помощи, деятельность которого была направлена на уменьшение количества беспризорных детей и всех нуждающихся. В 1918 году все дети страны были объявленными государственными, опекой ведали отделы социального обеспечения при губернских совдепах. В основу опеки легли интересы подопечного, а не его имущественные права. Опекуны назначались в приказном порядке, в том числе и при живых родителях, которые, по мнению государства, могли «дать воспитание, противоречащее началам нового строя».
Также в 1918 году была создана Лига спасения детей, занимавшаяся отправкой детей-сирот из зон военного конфликта в санатории, откуда их впоследствии посылали в специально образованные детские колонии, где обучали ремёслам. Всего лига руководила свыше 18 колониями, 11 детскими садами, санаториями, детскими клубами и огородами. Все организации располагались в бывших зданиях приютов, построенных по указам императрицы Марии Фёдоровны, а также в ведомствах здравоохранения. Всего за время Гражданской войны было устроено более 3500 детей. В 1919-м был созван Совет защиты детей, который поставлял еду и одежду, находил приют сиротам.
В это же время при Наркомпросе была создана детская социальная инспекция, занимающаяся спасением детей. Комиссия боролась с нищенством, детской беспризорностью, проституцией, спекуляцией, правонарушениями, эксплуатацией детей, жестоким обращением в семье.
Начиная с 1920-х была организована сеть интернатных учреждений, куда в том числе входили дома ребёнка, детские дома и трудовые колонии. Несмотря на проводимые действия, в 1921 году было зарегистрировано более 7 миллионов беспризорных детей.
В 1930 году власть приняла решение закрепить детские дома за заводами, предприятиями и колхозами. Это позволило решить проблему с финансированием и обеспечить воспитанников потенциальной работой и жильём. Во время репрессий 1937—1938 годов зафиксировали большое количество беспризорников, родители которых были осуждены. Несовершеннолетних либо
помещали в детские дома крупных городов, либо передавали под опеку родственникам. Другая волна массового сиротства пришлась на окончание Второй мировой войны.
К середине 1960-х правительство приняло решение сократить количество детских домов и переформировать их в школы-интернаты с большим количеством мест. В 1988 году вышло постановление о создании детских домов семейного типа по проекту австрийского педагога Германа Гмайнера. Проект подразумевал создание детских городков для проживания семей, которые воспитывают не менее десяти детей-сирот. Первая Детская деревня SOS (аббравиатура обозначает фразу «социальная поддержка») открылась в 1996 году в Томилино под Москвой. Всего открыто шесть подобных деревень, где проживало 10-15 семей, каждая из которых имело по 5-7 приёмных детей.
В отличает от советского периода, в 2019-м в России действуют и другие детские учреждения семейного типа: детский посёлок «Китеж», школа-комьюнити «Открытие», семейный городок в селе Райсемёновское.

## Современное состояние

### Общее положение

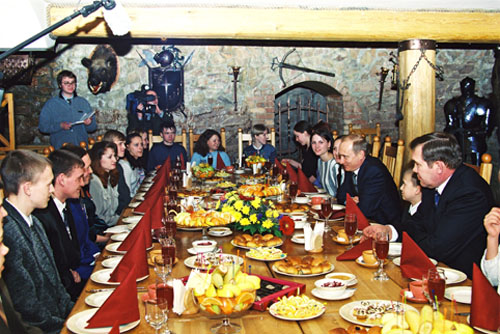
Владимир Путин с воспитанниками семейного дома, 2002

После распада Советского Союза были утверждены крупные социальные программы: «Социально-психологическая поддержка, обучение и воспитание детей с аномалиями развития», «Творческое развитие личности» и «Социальные службы помощи детям и молодежи», «Дети России», «Дети Чернобыля».
Несмотря на экономический рост в России, в период с 1999 по 2006 год численность ежегодно выявляемых детей-сирот тоже росла. Одной из главных причин называется снижение общей численности населения. В 1990-м были зарегистрированы 49 100 детей-сирот, в 1995-м — уже 113 300. В 2005 году их численность достигла 133 000 детей.
В последующие годы количество сирот постепенно снижалось, статистика 2012-го — 71 400 детей. В период с 2009 по 2012 год сокращалось и количество образовательных учреждений для детей-сирот и детей, оставшихся без попечения родителей. В 2009 году было зарегистрировано 1468 учреждения, а в 2012-м их было 1287.
По состоянию на 2018-й, в сиротских учреждениях проживало около 70 000 детей. Из них только 40 000 было зарегистрировано в федеральном банке по усыновлению (ФБД), потому что около 40 % сирот находились под опекой родителей, не лишённых родительских прав. Примерно 82 % от проживающих в детских домах составляют подростки. По состоянию на май 2019 года в ФБД числится 47 000 детей-сирот. Однако официальная статистика не включает данные о детях, находящихся на попечении государства по заявлению родителей: такие дети не попадают в списки банка из-за временного характера заявлений, которые подразумевают, что родители заберут детей из государственных учреждений. Детей, достигших 18-летия удаляют из базы данных в год совершеннолетия, поэтому их не учитывает статистика.
Согласно данным экономиста Высшей школы экономики Ирины Левиной, социальное сиротство остаётся одной из главных социальных проблем в России — доля таких детей достигает примерно 80 % от общего числа детей, оставшихся без попечения родителей. Другая проблема касается трудности устройства в семью детей с III—V группами здоровья, детей старше семи лет, имеющих братьев и сестёр, а также подростков.

### Ситуация в регионах
Исследователи платформы «Если быть точным» благотворительного фонда «Нужна помощь» составили рейтинг социального сиротства в России на основе пяти основных показателей: количества детей, нуждающихся в семейном устройстве,  устроенных в семьи детей, повторных сирот, воссоединившихся с кровной семьей детей, а также готовности принимать детей в семьи. Согласно полученным данным, наиболее благополучная ситуация сложилась в Воронежской области, Краснодарском крае и Чувашии, где зарегистрировано самое большое количество людей, желающих взять детей в семью. Также низкий уровень сиротства выявлен практически во всех национальных республиках Северного Кавказа, а также Калмыкии и Татарстане: сложившиеся культурные практики предполагают передачу осиротевших детей под опеку родственникам. В двух регионах особенно тяжелая ситуация: это Еврейская автономная область и Магаданская область.
Российские НКО в области сиротства
Некоммерческие организации играют важную роль в семейном устройстве детей-сирот, укреплении основ кровной семьи, практике социального сиротства, поддержке семейных инициатив на государственном уровне и других факторов. В России проблематикой социального сиротства занимаются следующие организации:
- Амурская региональная общественная организация содействия приёмным семьям «Мамонтенок»[27]
- АНО «Родительский центр „Подсолнух“»[28].
- Благотворительная общественная организация "Детские деревни SOS"[29]
- Благотворительный фонд «Арифметика Добра»
- Благотворительный фонд «Абсолют-Помощь»[30]
- Благотворительный фонд «Берега»[31]
- Благотворительный фонд «Будущее сейчас»[27]
- Благотворительный фонд «Волонтёры в помощь детям-сиротам»[32].
- Благотворительный Фонд «Дети Наши»[33]
- Благотворительный фонд «Детская миссия имени преподобного Серафима Вырицкого»[34]
- Благотворительный фонд «Образ жизни»[35]
- Благотворительный фонд помощи социально незащищенным детям и молодежи «Открытый мир»[36]
- Благотворительный фонд помощи детям-сиротам «Здесь и сейчас»[27]
- Благотворительный фонд содействия семейному устройству детей-сирот «Измени одну жизнь»[27]
- Общественный благотворительный фонд «Семьи детям», Ангарск Иркутской области[37].
- Национальный фонд защиты детей от жестокого обращения[31][38]
- Негосударственное образовательное учреждение дополнительного образования взрослых «Центр развития семейных форм устройства детей»[27]
- Пензенская региональная общественная организация по содействию социальной адаптации «Благовест»[27]
- Санкт-Петербургский общественный благотворительный фонд «Родительский мост»[39]
- Самарская благотворительная организация Домик детства
- МОО "Старшие Братья Старшие Сестры"

## Законодательство
Определение сиротства содержится в статье 1 Федерального закона от 21 декабря 1996 года, № 159-ФЗ: «О дополнительных гарантиях по социальной поддержке детей-сирот и детей, оставшихся без попечения родителей». Дети-сироты и дети, оставшиеся без попечительства родителей, законодательно относятся к одной и той же группе. Детьми-сиротами являются лица до 18 лет, у которых умерли оба или единственный родитель. Дети, родители которых были лишены или ограничены в родительских правах, относятся к категории детей, оставшихся без попечения родителей.
Законодательную базу сиротства составляют следующие документы:
- Конституция Российской Федерации, положение 38 устанавливает государственную защиту материнства, детства и семьи.
- Семейный кодекс Российской Федерации указывает на приоритет семейного воспитания детей, обязанности по защите их прав и интересов, а также формы государственной защиты детей-сирот.
- Гражданский и Семейный кодексы, а также Федеральный закон № 48-ФЗ от 24 апреля 2008 года «Об опеке и попечительстве» занимаются вопросами семейного или иного устройства сирот[8].
- Опека, попечительство, усыновление, лишение или ограничение родительских прав рассматриваются в четырёх законодательных документах — Семейном кодексе, законах № 48-ФЗ «Об опеке и попечительстве», Гражданском кодексе (с 29 по 41 статью), № 159-ФЗ «О дополнительных гарантиях по социальной поддержке детей-сирот и детей, оставшихся без попечения родителей», а также в Постановлениях Пленума Верховного суда и Постановлениях Правительства[40].

Родители могут быть лишены родительских прав в ситуациях, когда они отказываются от выполнения своих обязанностей, жестоко обращаются с детьми, больны хроническим алкоголизмом или наркоманией.
Органы опеки и попечительства (ООП) могут также ограничить в родительских правах, когда нет основания для полного лишения, однако пребывание ребёнка с матерью или отцом может считаться опасным. Дела о лишении или ограничении родительских прав производится в судебном порядке в присутствии органов опеки и попечительства.
Родительское попечение возлагается на ООП, которое обязано защищать права и интересы детей сирот: выявляют и ставят на учёт детей, оставшихся без попечения родителей; выбирают правильную форму устройства детей; подбирают, учитывают и подготавливают опекунов; контролируют последующие условия проживания детей. Над детьми до 14-летнего возраста назначается опека, а с 14 до 18 лет — попечительство. Деятельность ООП регулируется Семейным кодексом и региональными законами.
Опекунами детей-сирот могут стать только совершеннолетние люди, которых ранее не лишали родительских прав и не отстраняли от обязательств опекуна. Такие лица должны иметь постоянное место проживания, отвечающее установленным санитарным нормам, отвечающее требованиям законодательства финансовое положение, а также определённое состояние здоровья — отсутствие заболеваний, которые не позволяют заботиться о ребёнке. Более того, опекуны не должны иметь истории преступлений против жизни и здоровья человека.
С 2001 года в России функционирует Банк данных о детях, оставшихся без попечения родителей. Согласно федеральному закону «О государственном банке данных о детях, оставшихся без попечения родителей» № 44-ФЗ от 16 апреля 2004 года, в этот реестр вносится информация о детях, оставшихся без родительской опеки, которых в течение месяца не удалось устроить на воспитание в семью.
С 2007 года, когда было принято приоритетное направление семейного устройства в законодательстве. В том же году появилась новая форма устройства детей — приёмная семья с полномочиями возмездной опеки, опекунам выделяется материальная поддержка. В 2012 году вышел указ президента Российской Федерации «О некоторых мерах по реализации государственной политики в сфере защиты детей-сирот и детей, оставшихся без попечения родителей», направленный на упрощение процедуры усыновления и передачи под опеку, увеличение компенсационных выплат. В результате, количество зарегистрированных детей-сирот в России значительно уменьшилось. Если в 2013-м в ФБД было зарегистрировано 68,8 тысяч детей, то в 2018-м числилось всего 47,8 тысяч. Однако, существует проблема возврата детей обратно в детские дома — только за 2008—2010 года было возвращено около 30 000 детей. В большинстве случаев отказы производятся в приёмных семьях.
В 2012 году был принят «закон Димы Яковлева», запрещающий гражданам США усыновлять детей из России. Причиной запрета послужила резонансная смерть 21-месячного ребёнка через три месяца после усыновления американской парой. Принятие закона привело к реформированию системы сиротских учреждений в России: учреждению семейных домов и введению института приёмной семьи, но общественные волнения на эту тему происходят по настоящий момент.
Закон «О деятельности организаций для детей-сирот и детей, оставшихся без попечения родителей, и об устройстве в них детей, оставшихся без попечения родителей» от 2014 года подразумевает обустройство российских детских домов по семейному принципу. Это означает, что дети приоритетно устраиваются в помещениях квартирного типа, вместимостью до восьми человек разного возраста и пола. По состоянию на 2019 год, государственные учреждения направлены на временную адаптацию детей-сирот.

### Права детей
Российское законодательство определяет право на жизнь и воспитание в семье как одно из фундаментальных прав ребёнка. В случае сирот, право на воспитание в семье осуществляется через подбор оптимальных для ребёнка условий проживания, где будут сохраняться основные черты и особенности семейного быта.
Дети-сироты имеют право на пенсионные выплаты: если родитель ребёнка был лишён прав, он обязан выплачивать несовершеннолетнему лицу денежные пособия в виде алиментов. Среди других преференций преимущество при поступлении в средние или высшие учебные заведения, на протяжении учёбы им должна выплачиваться социальная стипендия из региональных бюджетных средств. Дети-сироты получают социальное жильё от государства на основании части 1 статьи 8 Федерального закона «О дополнительных гарантиях по социальной поддержке детей-сирот и детей, оставшихся без попечения родителей». Также они могут претендовать на льготы по оплате коммунальных услуг и государственную поддержку в сфере медицины — подросткам должны предоставлять путёвки в санатории и оздоровительные лагеря на бесплатной основе.